# Oberdorff
Oberdorff (Duits: Oberdorf in Lothringen) is een gemeente in het Franse departement Moselle (regio Grand Est) en telt 372 inwoners (1999). De plaats maakt deel uit van het arrondissement Forbach-Boulay-Moselle.

## Geografie
De oppervlakte van Oberdorff bedraagt 4,2 km², de bevolkingsdichtheid is 88,6 inwoners per km².
De onderstaande kaart toont de ligging van Oberdorff met de belangrijkste infrastructuur en aangrenzende gemeenten.

## Demografie
Onderstaande figuur toont het verloop van het inwonertal (bron: INSEE-tellingen).